# Serie A Silver (pallamano maschile)
La Serie A Silver è il torneo di secondo livello del campionato italiano di pallamano maschile. Organizzato dalla Federazione Italiana Giuoco Handball, esso si svolge dalla stagione 1970-1971 e da allora si è sempre svolto senza interruzioni. Storicamente parlando, nei primi sedici anni (1970-1986) consisteva con la denominazione di Serie B nel secondo livello nazionale assoluto, tale da permettere il passaggio diretto dalla Seconda alla Prima Divisione Nazionale od, al tempo semplicemente Serie A; indi, in un balance continuo di denominazioni non sempre facile da interpretare, si è attestato a terzo livello come Serie B ed al secondo come A2, per cambiare nuovamente in A Silver dalla stagione 2023-2024.
Attualmente al di sotto della Serie A Silver vi è la Serie B, terza e ultima serie, divenuta tale dopo la soppressione della Serie C (2010) e della Serie D (1994), organizzata con "raggruppamenti" su gironi geografici non più nazionali bensì, quasi sempre regionali. 
A tutto il 2024 le edizioni del torneo disputate sono 55.

## Denominazione
Nel corso delle varie stagioni il torneo ha assunto le seguenti denominazioni:
- Dalla stagione 1970-1971 alla stagione 1985-1986: Serie B
- Dalla stagione 1986-1987 alla stagione 2004-2005: Serie A2
- Dalla stagione 2005-2006 alla stagione 2011-2012: Serie A1
- Dalla stagione 2012-2013 alla 2022-2023 : Serie A2
- Dalla stagione 2023-2024 : Serie A Silver

## Formula

### Stagione regolare
A partire dalla stagione 2023-2024 il campionato si svolge tra 12 squadre che si affrontano, in una fase iniziale, con la formula del girone all'italiana con partite di andata e ritorno.
Per ogni incontro i punti assegnati in classifica sono così determinati:
- due punti per la squadra che vinca l'incontro;
- un punto per il pareggio;
- zero punti per la squadra che perda l'incontro.

### Playoff promozione
Le squadre classificate dal 1° all’8º posto al termine della fase regolare partecipano ai play-off promozione, che si disputano con la formula ad eliminazione diretta di quarti di finale e semifinali. Le squadre vincenti le semifinali si classificano al 1º posto ex aequo e vengono promosse in Serie A Gold maschile nella stagione successiva. 

### Playout retrocessione
Le squadre classificate al 10º e 11º posto al termine della fase regolare partecipano ai play-out retrocessione, che si disputano con la formula ad eliminazione diretta al meglio di due gare su tre. La squadra perdente viene retrocessa in Serie A Bronze. 

### Retrocessioni
La squadra classificata all'ultimo posto viene retrocessa direttamente in Serie A Bronze.

## Albo d'oro
L'albo d'oro della categoria viene registrato a partire dalla stagione 1997-1998 con la pubblicazione dell'annuario della FIGH.
| Edizione       | Città                                                                                                | Club Promossi                                                                              | Città | Club Retrocessi |
| -------------- | --- | ------------------------------------------------------------------------------------------ | --- | --- |
| Serie A2       | |                                                                                            | | |
| 1997 - 1998    | Cologne (BS) Messina                                                                                 | Cologne Messina                                                                            | Biella Ciampino (RM) Palermo Parma Regalbuto (EN) Venezia Vicenza | Biella Ciampino 95 Palermo PGS Ranchibile Parma Regalbuto CUS Venezia Vicenza                                                                                    |
| 1998 - 1999    | Fasano (BR) Merano (BZ)                                                                              | Junior Fasano Black Devils                                                                 | Ascoli Piceno Casalgrande (RE) Imola (BO) Napoli Roma San Vito al Tagliamento (PN) Sassari Torre del Greco (NA) | Ascoli Casalgrande Imola ACLI Napoli Amatori Roma San Vito Jchnusa Sassari Olimpia La Salle                                                                      |
| 1999 - 2000    | Mazara del Vallo (TP) Rovigo                                                                         | Mazara Tassina Rovigo                                                                      | Alcamo (TP) Carpi (MO) Chiusa (BZ) Fondi (LT) Imola (BO) Marsala (TP) Palermo Poggio a Caiano (PO) | Palmosa Libertas Carpi Klausen Fondi Imola Marsala Palermo Ambra                                                                                                 |
| 2000 - 2001    | Ancona Ascoli Piceno Città Sant'Angelo (PE)                                                          | CUS Ancona Ascoli Città Sant'Angelo                                                        | Alcamo (TP) Marsala (TP) Regalbuto (EN) Rovereto (TN) Siracusa Teramo Terni Vicenza | Palmosa Libertas Marsala Regalbuto Rovereto VVFF Siracusa Teramo Terni Vicenza                                                                                   |
| 2001 - 2002    | Gaeta (LT) Imola e Mordano (BO)                                                                      | Gaeta Romagna                                                                              | Cassano Magnago (VA) Malo (VI) Marsala (TP) Prato Ragusa | Cassano Magnago Malo Marsala Prato B Ragusa |
| 2002 - 2003    | Castenaso (BO) Padova                                                                                | Castenaso Cellini Padova                                                                   | Casalgrande (RE) Conegliano (TV) Crotone Marsala (TP) Nonantola (MO) Palermo San Benedetto del Tronto (AP) Sassari Terni Venezia                                                                                                   | Casalgrande Gridirion Pallamano Crotone Il Giovinetto Marsala Rapid Nonantola CUS Palermo San Benedetto Liceo Spano Sassari Terni CUS Venezia                    |
| 2003 - 2004    | Enna Gaeta (LT)                                                                                      | Haenna Gaeta                                                                               | Avellino Campo Tures (BZ) Fondi (LT) Malo (VI) Modena e Rubiera (RE) Noci (BA) Nuoro Rovereto (TN) San Giovanni la Punta (CT) Scicli (RG)                                                                                          | ACLI Avellino Taufers Fondi Malo Secchia B Noci HT Nuoro Rovereto Puntese Scicli                                                                                 |
| 2004 - 2005    | Alcamo (TP) Ancona Bolzano Fasano (BR) Mezzocorona (TN) Nonantola (MO) Palermo Regalbuto (EN) Teramo | Alcamo Ancona Bozen Junior Fasano Mezzocorona Rapid Nonantola CUS Palermo Regalbuto Teramo | Chieti Chiusa (BZ) Ferrara Marsala (TP) Nuoro Palermo | Chieti Klausen Estense Ferrara Il Giovinetto Marsala Nuoro Palermo                                                                                               |
| Serie A1       | |                                                                                            | | |
| 2005 - 2006    | Sassari                                                                                              | Jchnusa Sassari                                                                            | Alcamo (TP) Palermo | Alcamo CUS Palermo |
| 2006 - 2007    | Modena e Rubiera (RE)                                                                                | Secchia                                                                                    | Enna Nonantola (MO) Regalbuto (EN) | Haenna Rapid Nonantola Regalbuto |
| 2007 - 2008    | Teramo                                                                                               | Teramo                                                                                     | Alcamo (TP) Enna Poggio a Caiano (PO) | Alcamo Haenna Ambra |
| 2008 - 2009    | Trieste                                                                                              | Trieste                                                                                    | Capua (CE) Cologne (BS) Nonantola (MO) | Capua Cologne Rapid Nonantola |
| 2009 - 2010    | Bressanone (BZ)                                                                                      | Brixen                                                                                     | Castenaso (BO) Imola e Mordano (BO) Poggio a Caiano (PO) | Castenaso Romagna Ambra |
| 2010 - 2011    | Ancona Lavis (TN) Poggio a Caiano (PO) Trieste                                                       | Dorica Ancona Pressano Ambra Trieste                                                       | Grosseto Nonantola (MO) | Grosseto Rapid Nonantola |
| 2011 - 2012    | Cassano Magnago (VA) Imola e Mordano (BO)                                                            | Cassano Magnago Romagna                                                                    | Enna Leno (BS) | Haenna Leno |
| Serie A2       | |                                                                                            | | |
| 2012 - 2013    | Benevento Cologne (BS) Oderzo (TV) Parma Siracusa                                                    | Benevento Cologne Oderzo Parma Albatro Siracusa                                            | Bastia Umbra (PG) Campo Tures (BZ) Messina La Spezia Ventimiglia (IM) | Bastia Taufers Forte Gonzaga Spezia Ventimiglia |
| 2013 - 2014    | Dossobuono (VR) Appiano sulla strada del vino (BZ) Castenaso (BO) Noci (BA) Alcamo (TP)              | Dossobuono Eppan Castenaso Noci Alcamo                                                     | Cavour (TO) Bressanone (BZ) Grosseto Pescara Capo d'Orlando (ME) | 3S Luserna Brixen B Grosseto Pescara Esperia |
| 2014 - 2015    | Malo (VI) Nonantola (MO) Enna Città Sant'Angelo(PE)                                                  | Malo Rapid Nonantola Haenna Città Sant'Angelo                                              | Tortona (AL) Schio (VI) Faenza (RA) Scafati (NA) Scicli (RG) | Derthona Schio Faenza 1983 Scafati Scicli |
| 2015 - 2016    | Cologne (BS) Musile di Piave (VE) Tavarnelle (SI) Palermo Benevento Noci (BA)                        | Musile Tavarnelle Kelona Valentino Ferrara Noci                                            | San Donato Milanese (MI) Schio (VI) Sassari Altamura (BA) Caltanissetta | Ferrarin Schio Verdeazzurro Altamura Nova Audax |
| 2016 - 2017    | Molteno (LC) Padova Modena Teramo Ragusa                                                             | Molteno Oriago Modena Teramo Ragusa                                                        | Torino Rovereto (TN) Follonica GR Pescara Palermo | Città Giardino Rovereto Vallagarina Follonica Pescara CUS Palermo                                                                                                |
| 2017 - 2018    | Oderzo (TV)                                                                                          | Oderzo                                                                                     | San Donato Milanese (MI) Ventimiglia Selargius (CA) Opicina (TS) Malo (VI) Rovereto (TN) Poggibonsi (SI) Chiaravalle (AN) Montprandone (AP) Bastia Umbra (PG) Ginosa (TA) Fondi (LT) Capua (CE) Petrosino (TP) Alcamo (TP) Palermo | Ferrarin Ventimiglia Karalis Opicina Malo B Rovereto Poggibonsese Chiaravalle Monteprandone Bastia Ginosa Esperanto Fondi Capua Il Giovinetto Alcamo CUS Palermo |
| 2018 - 2019    | Appiano (BZ) Sassari                                                                                 | Eppan Sassari                                                                              | Camisano Vicentino (VI) Modena Carpi (MO) Benevento | Emmeti Modena Carpi Valentino Ferrara |
| 2019 - 2020    | Molteno (LC) Cingoli (MC) Siracusa                                                                   | Molteno Cingoli Albatro Siracusa                                                           | | |
| 2020 - 2021    | Rubiera (RE) Carpi (MO)                                                                              | Secchia Rubiera Carpi                                                                      | Oderzo (TV) Mezzocorona (TN) Leno ((BS) Borgo San Lorenzo (FI) Tavarnelle Val di Pesa (FI) Nuoro Messina Alcamo (TP) | Oderzo Mezzocorona Leno Fiorentina Tavarnelle Nuoro Messina Alcamo                                                                                               |
| 2021 - 2022    | Fondi (LT) Faenza (RA)                                                                               | Fondi Romagna                                                                              | Parma Vigasio (VR) Rubiera (RE) Casalgrande (RE) Bologna Prato Mascalucia (CT) | Parma Vigasio Secchia Rubiera B Casalgrande Bologna United Prato Aetna Mascalucia                                                                                |
| 2022 - 2023    | Appiano (BZ) Cingoli (MC)                                                                            | Eppan Cingoli                                                                              | San Vito di Leguzzano (VI) Oriago (VE) Teramo Pescara Ragusa | San Vito Oriago Teramo Ogan Pescara Ragusa |
| Serie A Silver | |                                                                                            | | |
| 2023 - 2024    | Camerano (AN) Chiaravalle (AN)                                                                       | Camerano Chiaravalle                                                                       | Palermo Teramo | CUS Palermo Teramo |
| 2024 - 2025    | Trieste Cologne (BS)                                                                                 | Trieste Cologne                                                                            | Mascalucia (CT) | Mascalucia |